# Remígio (kommun)
Remígio är en kommun i Brasilien.   Den ligger i delstaten Paraíba, i den östra delen av landet, 1 600 km nordost om huvudstaden Brasília. Antalet invånare är 17 582.
Trakten runt Remígio består till största delen av jordbruksmark. Runt Remígio är det ganska tätbefolkat, med 192 invånare per kvadratkilometer.